# تور دو فرانس ۲۰۱۶
تور دو فرانس ۲۰۱۶ یکصد و سومین دوره از مسابقات تور دو فرانس بود که در روز ۲ ژوئیه ۲۰۱۶ از مون سن میشل آغاز شد و در ۲۴ ژوئیه ۲۰۱۶ در پاریس پایان یافت. ۱۹۸ رکابزن در قالب ۲۲ تیم وارد مسابقه شدند تا در ۲۱ مرحله، مسافت ۳٬۵۲۹ کیلومتری تور را طی کنند. در پایان، کریس فروم از تیم اسکای فاتح مسابقه شد. رومن بارده از آژ۲آر لا موندیال و نایرو کینتانا از موویستار نیز بر سکوهای دوم و سوم قرار گرفتند.
در نخستین مرحله، مارک کاوندیش از دایمنشن دیتا پیروز شد و پیراهن طلایی را بر تن کرد. پیتر ساگان از تینکوف برندهٔ مرحلهٔ دوم شد و پیراهن طلایی را به دست آورد. او این پیراهن را در اختیار داشت تا این که مرحلهٔ پنجم آن را به گرگ فن آورمیت از تیم مسابقه بی‌ام‌سی داد. در مرحلهٔ هشتم، فروم برنده شد و پیراهن طلایی را تصاحب کرد. او توانست با پیروزی در تایم تریل کوهستانی مرحلهٔ هجدهم موقعیت خود در صدر رده‌بندی اصلی را تثبیت کند. بارده در مرحلهٔ کوهستانی نوزدهم به پیروزی دست یافت و خود را به رتبهٔ دوم رساند.
ساگان که در سه مرحله به پیروزی رسیده‌بود، توانست برندهٔ رده‌بندی امتیازی شود. رافاو مایکا از تینکوف برندهٔ رده‌بندی کوهستان شد. آدام ییتس عضو اوریکا–بایک‌اکسچنج فاتح رده‌بندی رکابزن جوان شد. عنوان نخست رده‌بندی تیمی به موویستار رسید و ساگان جایزهٔ تهاجمی‌ترین رکابزن تور را به دست آورد. کاوندیش نیز بیشترین پیروزی در مراحل را با چهار پیروزی به دست آورد.

## تیم‌ها
| ۲۰+ | ۱۰–۱۹ | ۲–۹ | ۱ |

شمار رکابزنان هر کشور در تور دو فرانس ۲۰۱۶:

۲۲ تیم در تور دو فرانس ۲۰۱۶ شرکت کردند. همهٔ ۱۸ تیم جهانی یوسی‌آی به صورت خودکار دعوت شدند و بایستی در مسابقه حضور می‌یافتند. در ۲ مارس ۲۰۱۶، برگزارکنندهٔ تور اعلام کرد که چهار تیم حرفه‌ای قاره‌ای شامل بورا–آرگون ۱۸، کوفیدیس، دیرکت انرژی و فورتونئو–ویتال کانسپت با سهمیهٔ اعطایی دعوت شده‌اند. مراسم معارفهٔ تیم‌ها در ۲۸ ژوئن، دو روز پیش از برگزاری مرحلهٔ افتتاحیه در همان ناحیه، در سنت-مر-اگلیز نورماندی برگزار شد. تیم‌ها برای یادبود پیاده‌شدن نیروهای متفقین در نرماندی، با وسایل نقلیهٔ نظامی جنگ جهانی دوم وارد شدند.
شمار رکابزنان مجاز هر تیم، نه نفر بود؛ بنابراین فهرست ورودی شامل ۱۹۸ رکابزن بود که ۳۳ نفر از آن‌ها برای نخستین بار در تور شرکت می‌کردند. ۱۷۴ رکابزن توانستند مسابقه را به پایان برسانند که رکورد پیشین را که ۱۷۰ نفر در تور دو فرانس ۲۰۱۰ بود، شکست و رکورد تازه‌ای به ثبت رسید. رکابزنانی از ۳۵ کشور در تور حضور داشتند که رکابزنان ۱۰ کشور موفق به پیروزی در مراحل شدند. میانگین سن رکابزنان ۳۰ سال بود که از سن ۲۲ سال تا ۴۲ سال را شامل می‌شد.
تیم‌های جهانی حاضر در تور:
- آژ۲آر لا موندیال
- آستانه
- تیم مسابقه بی‌ام‌سی
- کنندیل–دراپاک
- دایمنشن دیتا
- اتیکس–کوئیک‌استپ
- اف‌دی‌جی
- جاینت-آلپتسین
- آی‌ای‌ام سایکلینگ
- کاتیوشا
- لامپره-مریدا
- لوتو–سودال
- لوتوان‌ال–یومبو
- موویستار
- اوریکا–بایک‌اکسچنج
- تیم اسکای
- تینکوف
- ترک–سگافردو

## بخت‌های قهرمانی
بسیاری کریس فروم (تیم اسکای) را دارای بیشترین بخت برای قهرمانی در تور دو فرانس ۲۰۱۶ می‌دانستند. نایرو کینتانا (موویستار) و آلبرتو کونتادور (تینکوف) رقیبان اصلی او به‌شمار می‌رفتند. ریچی پورت (تیم مسابقه بی‌ام‌سی)، تیبو پینو (اف‌دی‌جی)، فابیو آرو (آستانه)، وینچنزو نیبالی (آستانه)، برندهٔ تور ۲۰۱۴ و جیروی ۲۰۱۶، رومن بارده (آژ۲آر لا موندیال) و تیجی فن گاردرن (تیم مسابقه بی‌ام‌سی) سایر رکابزنانی بودند که امکان دستیابی به قهرمانی را داشتند.
فروم که برندهٔ دوره‌های ۲۰۱۳ و ۲۰۱۵ تور شده‌بود، نمایش خوبی در طول فصل داشت و در دو مسابقهٔ مرحله‌ای تور هرالد سان و کریتریوم دوفینه پیروز شد. کینتانا، نایب‌قهرمان تورهای ۲۰۱۳ و ۲۰۱۵، فاتح سه مسابقهٔ مرحله‌ای ووئلتا کاتالونیا، تور روماندی و روت دو سود شده‌بود. کونتادور، برندهٔ تورهای ۲۰۰۷ و ۲۰۰۹ نیز در مسابقهٔ مرحله‌ای تور باسک پیروز شده‌بود و رتبهٔ دوم تورهای پاریس–نیس و ووئلتا کاتالونیا را کسب کرده‌بود.
رکابزنان سرعتی که بخت‌های کسب قهرمانی رده‌بندی امتیازی و پیروزی در مراحل مسطح و تپه‌ای به‌شمار می‌رفتند، پیتر ساگان (تینکوف)، مارسل کیتل (اتیکس–کوئیک‌استپ)، آندره گرایپل (لوتو–سودال)، مارک کاوندیش (دایمنشن دیتا)، الکساندر کریستوف (کاتیوشا)، جان دگنکولب (جاینت-آلپتسین) و مایکل متیوز (اوریکا–بایک‌اکسچنج) بودند. ساگان، برندهٔ مسابقات قهرمانی جادهٔ جهان و فاتح رده‌بندی امتیازی چهار دورهٔ پیشین تور، در کلاسیک‌های یک‌روزه از جمله خنت–ویووخم و تور فلاندر و نیز دو مرحله از تور کالیفرنیا پیروز شده‌بود. کیتل نه پیروزی در مسابقات سرعتی به دست آورده‌بود؛ از جمله برندهٔ دو مرحله از جیرو شده‌بود. گرایپل هشت پیروزی از جمله سه مرحله از جیرو را در طول فصل به دست آورده‌بود. کاوندیش بیشتر فصل خود را صرف تمرین برای مسابقات اومنیوم المپیک کرده‌بود.

## مسیر و مراحل
در ۲۴ نوامبر ۲۰۱۴ برگزارکننده اعلام کرد برای نخستین بار در تاریخ تور، مراحل افتتاحیه در دپارتمان مانش برگزار می‌شوند و جزئیات سه مرحلهٔ نخست در ۹ دسامبر همان سال منتشر شد. در ۱۵ ژانویهٔ ۲۰۱۵ نیز گذر تور از آندورا برای پنجمین بار در تاریخ تور، تأیید شد و مقرر شد که میزبان پایان مرحلهٔ ۹، روز استراحت نخست و آغاز مرحلهٔ ۱۰ باشد. مسیر کامل مسابقه در ۲۰ اکتبر ۲۰۱۵ در کاخ کنگره پاریس رونمایی شد
دوچرخه‌سواران باید مسافت ۳٬۵۲۹ کیلومتری را در ۲۱ مرحله طی می‌کردند که ۱۶۹ کیلومتر بیشتر از دورهٔ پیشین بود. در میان مراحل دارای شروع گروهی، مرحلهٔ ۴ به مسافت ۲۳۷٫۵ کیلومتر بلندترین مرحله و مرحلهٔ پایانی به مسافت ۱۱۳ کیلومتر کوتاه‌ترین مرحله بودند. دو تایم تریل انفرادی به مسافت مجموع ۵۴٫۵ کیلومتر در مسیر گنجانده شدند. همچنین پایان چهار مرحله، در قله قرار داشت. ۶ سربالایی درجهٔ استثنایی در مسابقه قرار گرفتند.
| مرحله | تاریخ    | مسیر                                                 | مسافت         | نوع           | نوع                 | برنده                   |               |
| ----- | -------- | ---------------------------------------------------- | ------------- | ------------- | ------------------- | ----------------------- | ------------- |
| ۱     | ۲ ژوئیه  | مون سن-میشل به Utah Beach (سن ماری دو مون)           | ۱۸۸ کیلومتر   |               | مرحلهٔ مسطح          | مارک کاوندیش (GBR)      |               |
| ۲     | ۳ ژوئیه  | سن-لو به Cherbourg-en-Cotentin                       | ۱۸۳ کیلومتر   |               | مرحلهٔ مسطح          | پیتر ساگان (SVK)        |               |
| ۳     | ۴ ژوئیه  | گرانویل به آنژه                                      | ۲۲۳٫۵ کیلومتر |               | مرحلهٔ مسطح          | مارک کاوندیش (GBR)      |               |
| ۴     | ۵ ژوئیه  | سومور به لیموژ                                       | ۲۳۷٫۵ کیلومتر |               | مرحلهٔ مسطح          | مارسل کیتل (GER)        |               |
| ۵     | ۶ ژوئیه  | لیموژ به Le Lioran                                   | ۲۱۶ کیلومتر   |               | مرحلهٔ نیمه کوهستانی | گرگ فن آورمیت (BEL)     |               |
| ۶     | ۷ ژوئیه  | Arpajon-sur-Cère به مونتوبان                         | ۱۹۰٫۵ کیلومتر |               | مرحلهٔ مسطح          | مارک کاوندیش (GBR)      |               |
| ۷     | ۸ ژوئیه  | L'Isle-Jourdain به Lac de Payolle                    | ۱۶۲٫۵ کیلومتر |               | مرحلهٔ نیمه کوهستانی | Steve Cummings (GBR)    |               |
| ۸     | ۹ ژوئیه  | پو به بانیر-د-لوشون                                  | ۱۸۴ کیلومتر   |               | مرحلهٔ کوهستانی      | کریس فروم (GBR)         |               |
| ۹     | ۱۰ ژوئیه | ویلا Val d'Aran (اسپانیا) به آندورا آرکالیس (آندورا) | ۱۸۴٫۵ کیلومتر |               | مرحلهٔ کوهستانی      | تام دیمولن (NED)        |               |
|       | ۱۱ ژوئیه | آندورا                                               | آندورا        |               | روز استراحت         | روز استراحت             |               |
| ۱۰    | ۱۲ ژوئیه | اسکالدز-انگوردانی (آندورا) به رول                    | ۱۹۷ کیلومتر   |               | مرحلهٔ نیمه کوهستانی | مایکل متیوز (AUS)       |               |
| ۱۱    | ۱۳ ژوئیه | کارکاسون به مون‌پلیه                                  | ۱۶۲٫۵ کیلومتر |               | مرحلهٔ مسطح          | پیتر ساگان (SVK)        |               |
| ۱۲    | ۱۴ ژوئیه | مون‌پلیه به Chalet Reynard                            | ۱۷۸ کیلومتر   |               | مرحلهٔ کوهستانی      | Thomas De Gendt (BEL)   |               |
| ۱۳    | ۱۵ ژوئیه | بورگ-سن-آندئول به Caverne du Pont-d'Arc              | ۳۷٫۵ کیلومتر  |               | تایم تریل انفرادی   | تام دیمولن (NED)        |               |
| ۱۴    | ۱۶ ژوئیه | مونتلیمر به ویار-ل-دمب (Parc des Oiseaux)            | ۲۰۸٫۵ کیلومتر |               | مرحلهٔ مسطح          | مارک کاوندیش (GBR)      |               |
| ۱۵    | ۱۷ ژوئیه | بورگ-آن-برس به کولوز                                 | ۱۶۰ کیلومتر   |               | مرحلهٔ کوهستانی      | Jarlinson Pantano (COL) |               |
| ۱۶    | ۱۸ ژوئیه | Moirans-en-Montagne به برن (سوئیس)                   | ۲۰۹ کیلومتر   |               | مرحلهٔ مسطح          | پیتر ساگان (SVK)        |               |
|       | ۱۹ ژوئیه | برن (سوئیس)                                          | برن (سوئیس)   |               | روز استراحت         | روز استراحت             |               |
| ۱۷    | ۲۰ ژوئیه | برن (سوئیس) به Finhaut-اموسون (سوئیس)                | ۱۸۴٫۵ کیلومتر |               | مرحلهٔ کوهستانی      | Ilnur Zakarin (RUS)     |               |
| ۱۸    | ۲۱ ژوئیه | سالانش به مگوو                                       | ۱۷ کیلومتر    |               | تایم تریل کوهستانی  | کریس فروم (GBR)         |               |
| ۱۹    | ۲۲ ژوئیه | آلبرت‌ویل به Saint Gervais-les-Bains                  | ۱۴۶ کیلومتر   |               | مرحلهٔ کوهستانی      | رومن بارده (FRA)        |               |
| ۲۰    | ۲۳ ژوئیه | مگوو به Morzine                                      | ۱۴۶٫۵ کیلومتر |               | مرحلهٔ کوهستانی      | Jon Izagirre (ESP)      |               |
| ۲۱    | ۲۴ ژوئیه | شانتیئی به پاریس (شانزه‌لیزه)                         | ۱۱۳ کیلومتر   |               | مرحلهٔ مسطح          | آندره گرایپل (GER)      |               |
|       | مجموع    | مجموع                                                | ۳٬۵۲۹ کیلومتر | ۳٬۵۲۹ کیلومتر | ۳٬۵۲۹ کیلومتر       | ۳٬۵۲۹ کیلومتر           | ۳٬۵۲۹ کیلومتر |

## رهبری رده‌بندی
در تور دو فرانس چهار رده‌بندی انفرادی و یک رده‌بندی تیمی وجود دارد. مهم‌ترین آن‌ها، رده‌بندی اصلی است که بر پایهٔ جمع‌بندی زمان هر مرحلهٔ یک رکابزن محاسبه می‌شود. رکابزن دارای کمترین زمان، رهبر تور است که با پیراهن زرد (طلایی) شناخته می‌شود. برندهٔ این رده‌بندی، برندهٔ تور محسوب می‌شود. به جز دو مرحلهٔ تایم تریل، برای سه نفر اولی که به خط پایان برسند، جایزهٔ زمانی در نظر گرفته می‌شود. این جایزه برای نفر اول تا سوم به ترتیب ۱۰، ۶ و ۴ ثانیه است. به جز تایم تریل و پایان گروهی، اگر در سه کیلومتر پایانی، حادثه‌ای برای یک یا چند رکابزن رخ دهد، زمان گروهی که رکابزنان همراهی می‌کردند، برای آن‌ها ثبت می‌شود.
| نوع | نوع                 | ۱  | ۲  | ۳  | ۴  | ۵  | ۶  | ۷  | ۸  | ۹  | ۱۰ | ۱۱ | ۱۲ | ۱۳ | ۱۴ | ۱۵ |
| --- | ------------------- | -- | -- | -- | -- | -- | -- | -- | -- | -- | -- | -- | -- | -- | -- | -- |
|     | مرحلهٔ مسطح          | ۴۵ | ۳۵ | ۳۰ | ۲۶ | ۲۲ | ۲۰ | ۱۸ | ۱۶ | ۱۴ | ۱۲ | ۱۰ | ۸  | ۶  | ۴  | ۲  |
|     | مرحلهٔ نیمه کوهستانی | ۳۰ | ۲۵ | ۲۲ | ۱۹ | ۱۷ | ۱۵ | ۱۳ | ۱۱ | ۹  | ۷  | ۶  | ۵  | ۴  | ۳  | ۲  |
|     | مرحلهٔ کوهستانی      | ۲۰ | ۱۷ | ۱۵ | ۱۳ | ۱۱ | ۱۰ | ۹  | ۸  | ۷  | ۶  | ۵  | ۴  | ۳  | ۲  | ۱  |
|     | تایم تریل انفرادی   | ۲۰ | ۱۷ | ۱۵ | ۱۳ | ۱۱ | ۱۰ | ۹  | ۸  | ۷  | ۶  | ۵  | ۴  | ۳  | ۲  | ۱  |
|     | اسپرینت میانی       | ۲۰ | ۱۷ | ۱۵ | ۱۳ | ۱۱ | ۱۰ | ۹  | ۸  | ۷  | ۶  | ۵  | ۴  | ۳  | ۲  | ۱  |

رهبر رده‌بندی امتیازی با پیراهن سبز شناخته می‌شود. رکابزنانی که در خط‌های پایان یا خط‌های اسپرینت میانی هر مرحله، جزء نفرات اول باشند، امتیازاتی را کسب می‌کنند. امتیازات اعطا شده در پایان هر مرحله، بر پایه نوع آن مرحله تعیین می‌شوند. رهبر رده‌بندی امتیازی پیراهن سبز را به تن می‌کند.
در رده‌بندی کوهستان، امتیازات به رکابزنانی که توانایی رسیدن به بالای سربالایی‌ها را داشته‌باشند، داده می‌شود. در تور دو فرانس سربالایی‌ها بر پایهٔ سختی‌شان به ترتیب کاهش سختی، به صورت درجهٔ استثنایی، درجهٔ یک، دو، سه و چهار درجه‌بندی می‌شوند. با افزایش سختی سربالایی، امتیازات توزیع شده و تعداد رکابزنانی که امتیاز می‌گیرند، افزایش می‌یابد. در تور ۲۰۱۶ برای خط پایان مراحل ۹، ۱۲، ۱۷ و ۱۹ امتیاز دو برابر در نظر گرفته شد. رهبر رده‌بندی کوهستان، پیراهن خالدار را به تن می‌کند.
رده‌بندی رکابزنان جوان مشابه رده‌بندی اصلی محاسبه می‌شود؛ ولی تنها رکابزنان کمتر از ۲۵ سال (زادگان ۱ ژانویه ۱۹۹۱) به بعد را در نظر می‌گیرد. رهبر این رده‌بندی با پیراهن سفید مشخص می‌شود.
رده‌بندی تیمی بر پایهٔ زمان عبور از خط سه نفر اول هر تیم در هر مرحله محاسبه می‌شود. تیمی که کمترین زمان را داشته‌باشد، رهبر رده‌بندی است. در صورت تساوی زمانی، تعداد پیروزی‌های مرحله‌ای تعیین‌کننده است. رکابزنان تیمی که رهبر رده‌بندی تیمی است، با کلاه و شماره‌های زرد شناخته می‌شوند.
افزون بر رده‌بندی‌ها جایزهٔ تهاجمی بودن در پایان هر مرحله بر پایهٔ تصمیم‌گیری هیئت داوری به رکابزنی که بیشترین تلاش را داشته و بیشترین کیفیت ورزشکاری را نشان داده، داده می‌شود. این جایزه در مراحل تایم تریل و مرحلهٔ آخر داده نشد. تهاجمی‌ترین رکابزن هر مرحله، در مرحلهٔ بعدی از شمارهٔ قرمز استفاده می‌کند.
جمعاً ۲٬۲۹۵٬۸۵۰ یورو جایزه در مسابقه پرداخت شد. سه نفر اول رده‌بندی اصلی، ۵۰۰ هزار، ۲۰۰ هزار و ۱۰۰ هزار یورو دریافت کردند. هم‌چنین به همهٔ کسانی که مسابقه را به پایان رساندند، جایزه‌ای نقدی داده شد. برندگان رده‌بندی امتیازی و کوهستان ۲۵ هزار و برندهٔ رده‌بندی جوانان و ابرتهاجمی‌ترین رکابزن ۲۰ هزار یورو به دست آوردند. در هر مرحله، به برندهٔ مرحله ۱۱ هزار یورو و به دارندهٔ هر پیراهن نیز جایزه‌ای داده شد. افزون بر این ۵۰ هزار یورو به تیم برندهٔ رده‌بندی تیمی داده شد.
| مرحله | برنده             | رده‌بندی اصلی  | رده‌بندی امتیازی | رده‌بندی کوهستان | رده‌بندی رکابزن جوان | رده‌بندی تیمی      | جایزه تهاجمی‌ترین                 |
| ----- | ----------------- | ------------- | --------------- | --------------- | ------------------- | ----------------- | -------------------------------- |
| ۱     | مارک کاوندیش      | مارک کاوندیش  | مارک کاوندیش    | Paul Voss       | ادوارد تیونز        | لوتو–سودال        | Anthony Delaplace                |
| ۲     | پیتر ساگان        | پیتر ساگان    | پیتر ساگان      | Jasper Stuyven  | Julian Alaphilippe  | اوریکا–بایک‌اکسچنج | Jasper Stuyven                   |
| ۳     | مارک کاوندیش      | پیتر ساگان    | مارک کاوندیش    | Jasper Stuyven  | Julian Alaphilippe  | اوریکا–بایک‌اکسچنج | توما ووکلر                       |
| ۴     | مارسل کیتل        | پیتر ساگان    | پیتر ساگان      | Jasper Stuyven  | Julian Alaphilippe  | اوریکا–بایک‌اکسچنج | Oliver Naesen                    |
| ۵     | گرگ فن آورمیت     | گرگ فن آورمیت | پیتر ساگان      | Thomas De Gendt | Julian Alaphilippe  | تیم مسابقه بی‌ام‌سی | Thomas De Gendt                  |
| ۶     | مارک کاوندیش      | گرگ فن آورمیت | مارک کاوندیش    | Thomas De Gendt | Julian Alaphilippe  | تیم مسابقه بی‌ام‌سی | Yukiya Arashiro                  |
| ۷     | Steve Cummings    | گرگ فن آورمیت | مارک کاوندیش    | Thomas De Gendt | آدام ییتس           | تیم مسابقه بی‌ام‌سی | وینچنزو نیبالی                   |
| ۸     | کریس فروم         | کریس فروم     | مارک کاوندیش    | رافاو مایکا     | آدام ییتس           | تیم مسابقه بی‌ام‌سی | تیبو پینو                        |
| ۹     | تام دیمولن        | کریس فروم     | مارک کاوندیش    | تیبو پینو       | آدام ییتس           | موویستار          | تام دیمولن                       |
| ۱۰    | مایکل متیوز       | کریس فروم     | پیتر ساگان      | تیبو پینو       | آدام ییتس           | تیم مسابقه بی‌ام‌سی | پیتر ساگان                       |
| ۱۱    | پیتر ساگان        | کریس فروم     | پیتر ساگان      | تیبو پینو       | آدام ییتس           | تیم مسابقه بی‌ام‌سی | Arthur Vichot                    |
| ۱۲    | Thomas De Gendt   | کریس فروم     | پیتر ساگان      | Thomas De Gendt | آدام ییتس           | تیم مسابقه بی‌ام‌سی | Thomas De Gendt                  |
| ۱۳    | تام دیمولن        | کریس فروم     | پیتر ساگان      | Thomas De Gendt | آدام ییتس           | تیم مسابقه بی‌ام‌سی | داده نشد                         |
| ۱۴    | مارک کاوندیش      | کریس فروم     | پیتر ساگان      | Thomas De Gendt | آدام ییتس           | تیم مسابقه بی‌ام‌سی | Jérémy Roy                       |
| ۱۵    | Jarlinson Pantano | کریس فروم     | پیتر ساگان      | رافاو مایکا     | آدام ییتس           | موویستار          | رافاو مایکا                      |
| ۱۶    | پیتر ساگان        | کریس فروم     | پیتر ساگان      | رافاو مایکا     | آدام ییتس           | موویستار          | Julian Alaphilippe و تونی مارتین |
| ۱۷    | Ilnur Zakarin     | کریس فروم     | پیتر ساگان      | رافاو مایکا     | آدام ییتس           | موویستار          | Jarlinson Pantano                |
| ۱۸    | کریس فروم         | کریس فروم     | پیتر ساگان      | رافاو مایکا     | آدام ییتس           | موویستار          | داده نشد                         |
| ۱۹    | رومن بارده        | کریس فروم     | پیتر ساگان      | رافاو مایکا     | آدام ییتس           | موویستار          | روی کاستا                        |
| ۲۰    | Jon Izagirre      | کریس فروم     | پیتر ساگان      | رافاو مایکا     | آدام ییتس           | موویستار          | Jarlinson Pantano                |
| ۲۱    | آندره گرایپل      | کریس فروم     | پیتر ساگان      | رافاو مایکا     | آدام ییتس           | موویستار          | داده نشد                         |
| نهایی | نهایی             | کریس فروم     | پیتر ساگان      | رافاو مایکا     | آدام ییتس           | موویستار          | پیتر ساگان                       |

## رده‌بندی نهایی
| راهنما | راهنما                | راهنما | راهنما                        |
| ------ | --------------------- | ------ | ----------------------------- |
|        | برندهٔ رده‌بندی اصلی    |        | برندهٔ رده‌بندی امتیازی         |
|        | برندهٔ رده‌بندی کوهستان |        | برندهٔ رده‌بندی رکابزنان جوان   |
|        | برندهٔ رده‌بندی تیمی    |        | برندهٔ جایزهٔ تهاجمی‌ترین رکابزن |

### رده‌بندی اصلی
| رتبه | رکابزن                 | تیم               | زمان     |
| ---- | ---------------------- | ----------------- | -------- |
| ۱    | کریس فروم (GBR)        | تیم اسکای         | ۸۹:۰۴:۴۸ |
| ۲    | رومن بارده (FRA)       | آژ۲آر لا موندیال  | ۴:۰۵+    |
| ۳    | نایرو کینتانا (COL)    | موویستار          | ۴:۲۱+    |
| ۴    | آدام ییتس (GBR)        | اوریکا–بایک‌اکسچنج | ۴:۴۲+    |
| ۵    | Richie Porte (AUS)     | تیم مسابقه بی‌ام‌سی | ۵:۱۷+    |
| ۶    | آلخاندرو والورده (ESP) | موویستار          | ۶:۱۶+    |
| ۷    | جواکیم رودریگز (ESP)   | کاتیوشا           | ۶:۵۸+    |
| ۸    | Louis Meintjes (RSA)   | لامپره-مریدا      | ۶:۵۸+    |
| ۹    | دنیل مارتین (IRL)      | اتیکس–کوئیک‌استپ   | ۷:۰۴+    |
| ۱۰   | Roman Kreuziger (CZE)  | تینکوف            | ۷:۱۱+    |

### رده‌بندی امتیازی
| رتبه | رکابزن                 | تیم               | امتیاز |
| ---- | ---------------------- | ----------------- | ------ |
| ۱    | پیتر ساگان (SVK)       | تینکوف            | ۴۷۰    |
| ۲    | مارسل کیتل (GER)       | اتیکس–کوئیک‌استپ   | ۲۲۸    |
| ۳    | مایکل متیوز (AUS)      | اوریکا–بایک‌اکسچنج | ۱۹۹    |
| ۴    | آندره گرایپل (GER)     | لوتو–سودال        | ۱۷۸    |
| ۵    | الکساندر کریستوف (NOR) | کاتیوشا           | ۱۷۲    |
| ۶    | Bryan Coquard (FRA)    | دیرکت انرژی       | ۱۵۶    |
| ۷    | Thomas de Gendt (BEL)  | لوتو–سودال        | ۱۵۴    |
| ۸    | گرگ فن آورمیت (BEL)    | تیم مسابقه بی‌ام‌سی | ۱۳۶    |
| ۹    | کریس فروم (GBR)        | تیم اسکای         | ۱۳۱    |
| ۱۰   | رافاو مایکا (POL)      | تینکوف            | ۱۲۰    |

### رده‌بندی کوهستان
| رتبه | رکابزن                  | تیم             | امتیاز |
| ---- | ----------------------- | --------------- | ------ |
| ۱    | رافاو مایکا (POL)       | تینکوف          | ۲۰۹    |
| ۲    | Thomas De Gendt (BEL)   | لوتو–سودال      | ۱۳۰    |
| ۳    | Jarlinson Pantano (COL) | آی‌ای‌ام سایکلینگ | ۱۲۱    |
| ۴    | Ilnur Zakarin (RUS)     | کاتیوشا         | ۸۴     |
| ۵    | روی کاستا (POR)         | لامپره-مریدا    | ۷۶     |
| ۶    | Serge Pauwels (BEL)     | دایمنشن دیتا    | ۶۲     |
| ۷    | Stef Clement (NED)      | آی‌ای‌ام سایکلینگ | ۵۳     |
| ۸    | وینچنزو نیبالی (ITA)    | آستانه          | ۳۶     |
| ۹    | Kristijan Đurasek (CRO) | لامپره-مریدا    | ۳۶     |
| ۱۰   | توما ووکلر (FRA)        | دیرکت انرژی     | ۳۳     |